# Abraham-Louis-Rodolphe Ducros
Abraham-Louis-Rodolphe Ducros (21 luglio 1748 – 18 febbraio 1810) è stato un pittore svizzero.
Pittore, acquarellista e incisore svizzero ed, Ducros è stato una figura di spicco del movimento "pre-romantico".

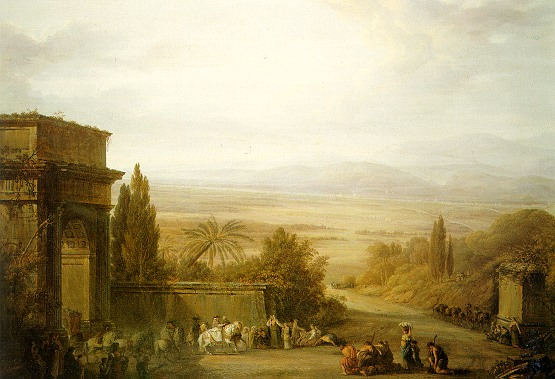
Visita di Pio VI all'Agro Pontino (1798)

## Biografia
Abraham-Louis-Rodolphe era figlio di un maestro di disegno dell'Yverdon College. Nacque a Moudon e venne a Ginevra nel 1769, per studiare sotto Nicolas-Henri-Joseph de Fassin. Successivamente partì per l'Italia e si stabilì a Roma alla fine del 1776. Nel marzo 1778 fu assunto da due nobili olandesi per accompagnarli in un viaggio di quattro mesi nel Regno delle Due Sicilie e Malta, dove creò quasi trecento acquerelli (attualmente conservati al Rijksmuseum di Amsterdam).

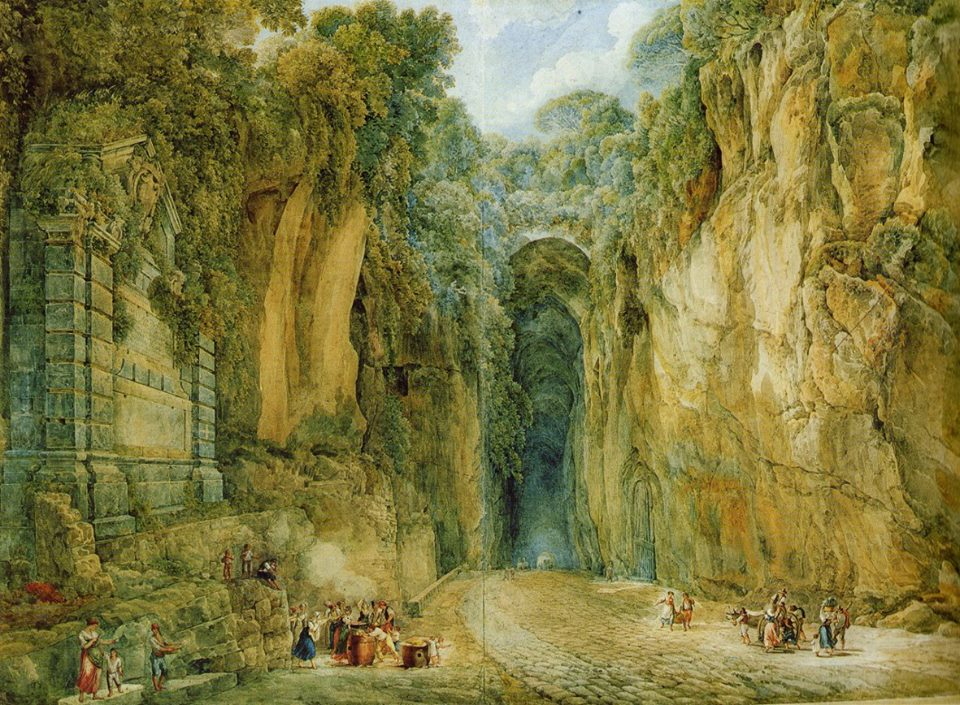
La Cripta Napoletana

Soggiornò a Roma dal 1777 al 1793, lavorando come paesaggista. In collaborazione con l'incisore Giovanni Volpato, pubblicò nel 1780 ventiquattro incisioni raffiguranti vedute di Roma e dintorni. Nel 1782 ricevette una commissione da Paul Alexandrovitch di Russia per due dipinti e, nel 1782, una commissione da Papa Pio VI. Nel 1784, Gustavo III di Svezia fu il suo maggiore acquirente. Ma i suoi principali commissionari erano ancora una volta i nobili inglesi del Grand Tour of Europe, ad esempio Sir Richard Colt Hoare, Milford Hervey e Lord Breadalbane.
I disordini derivanti dalla Rivoluzione francese portarono all'espulsione di molti francesi dallo Stato Pontificio. Ducros, considerato giacobino, fu espulso nel 1793; successivamente si stabilì in Abruzzo, poi a Napoli fino al 1799, dove realizzò numerose opere raffiguranti la Campania e l'Etna. Vendette alcune delle sue opere a William Hamilton e alcuni paesaggi marini a Lord Acton. Ducros tornò a Malta nel 1800, e qui dipinse vedute di La Valletta per il generale Thomas Graham, che aveva da poco conquistato l'isola.
Ducros tornò in Svizzera nell'estate del 1807, prima a Nyon, poi a Losanna. A Ginevra fu nominato membro onorario della Società delle Arti nel 1807. A Berna, fu nominato professore di pittura all'Accademia nel 1809, ma morì, a Losanna, prima di poter assumere l'incarico, il 18 febbraio 1810. I suoi paesaggi sono, per la maggior parte, conservati nel Museo Cantonale di Belle Arti di Losanna e nelle tenute inglesi di Stourhead e Bramall Hall.

## Lavoro
Ducros è noto tra gli acquarellisti del suo tempo per le sue grandi tele, la tavolozza limitata e i toni forti (ottenuto attraverso l'applicazione di gomma) che hanno permesso ai suoi dipinti di essere appesi accanto agli oli alle mostre. Ducros ha venduto alcuni dei suoi dipinti, tra cui molti a Sir Richard Colt Hoare, nella cui tenuta di Stourhead sono ancora conservati. Tuttavia, ha conservato la maggior parte dei suoi dipinti da utilizzare come base per le incisioni, che ha venduto ai viaggiatori del "Grand Tour ".